# Turó dels Pins Grossos
El Turó dels Pins Grossos és una muntanya de 209 metres que es troba al municipi de Sant Iscle de Vallalta, a la comarca del Maresme.